# 919 Ilsebill
919 Ilsebill este un asteroid din centura principală, descoperit pe 30 octombrie 1918, de Max Wolf.